# Ābele proti Latviji
Ābele proti Latviji je primer, v katerem je Evropsko sodišče za človekove pravice odločilo, da prestajanje kazni v nehumanih in neprimernih prostorih, socialno-psihološka izključenost, nemožnost komuniciranja s sojetniki in zaposlenimi, osebi s posebnimi potrebami, krši pravice Evropske konvencije o človekovih pravicah.

## Ozadje primera
Valters Ābele je gluho-nem zapornik (kazen je služil v zaporu Brasa, na katerega se očitki nanašajo), ki Republiki Latviji, v primeru 60429/12 in 72760/12, očita nehuman odnos in nezadostne pogoje med prestajanjem njegove kazni, glede na njegov zdravstveni status oziroma stanje. 
V obdobju dveh let je pritožnik vložil 25 pritožb različnim institucijam (upravi zapora, pristojnim ministrstvom, ...). Vložil je zahteve, od katerih je večino obravnaval Urad uprave za izvrševanje kazenskih sankcij, tri od njih pa vodstvo dotičnega zapora. Omenjeni organi so podali zaključke, da tekom izvrševanja kazni ni bilo ogroženo pritožnikovo zdravstveno ali psihično zdravje (še več – nudena naj bi bila vsa potrebna zdravstvena oskrba), zavrnjena je bila prošnja po premestitvi v drugo celico oziroma drug zapor, prav tako naj bi celica pritožnika ustrezala vsem, v naprej določenim, standardom. Vse pritožbe so bile zavrnjene. V letu 2016 je bila opravljena razprava, kjer je bil prisoten tudi tolmač znakovnega jezika in kjer je bil sprejet sklep, da se pritožnika premesti v drug zapor s polzaprtim režimom – slednjega zapora obtožnica ne bremeni. 

## Postopek
Zaradi zgoraj omenjenih dejstev je pritožnik sprožil postopek pred Evropskim sodiščem za človekove pravice, v zvezi z domnevnim kršenjem 3. člena Konvencije o varstvu človekovih pravic in varstvu svoboščin, ki pravi: »Nikogar se ne sme mučiti ali nečloveško in ponižujoče z njih ravnati ali ga kaznovati.« v povezavi z domnevno kršitvijo 13. člena prej omenjene Konvencije (pravica do učinkovitega pravnega sredstva). Obema domnevnima kršitvama je Vlada nasprotovala in jih smatrala za neutemeljene. Osrednje vprašanje, na katerega je sodišče odgovarjalo, je: »Ali so osebi s posebnimi potrebami kršene pravice, če tekom prestajanja kazni ne uživa posebnega varstva, ki se tiče njenega zdravstvenega in socialno-psihičnega zdravja, ter ali so kršene pravice, če taka oseba biva v neprimernih okoliščinah, kar zadeva osvetljenost, prostornost, ogrevanost prostorov, možnost izhodov, itd.?«
Tožeča stranka je Vladi očitala, da je bila v času prestajanja zaporne kazni v zaporu Brasa deležna neustreznih bivanjskih pogojev glede na njeno zdravstveno stanje. Prav tako je bila namestitev z velikim številom sojetnikov oz. sostanovalcev neprimerna. Z njimi (kot tudi z zaposlenimi) ni mogel komunicirati, kar ga je postavilo v zelo ranljiv položaj. Občasno je bil deležen tudi nadlegovanja. Vladi očita, da mu, zaradi komunikacijskih težav, ni bilo nudeno pravno varstvo.

## Odločitev ESČP
Sodišče je ocenilo, da je tožeča stranka uporabila vsa mogoča pravna sredstva na nacionalni ravni.
Sodišče je pritožbo obravnavalo ločeno, glede na to, da je pritožnik prestajanje opravljal v različnih celicah (upoštevajoč dolžino bivanja in kvadraturo celice).
Sodišče je odločilo, da je prebivanje v celicah št. 301, 303 in 203 povzročilo pritožniku stisko, ki se nanaša na neizogibno raven trpljenja v času prestajanja kazni, zaradi pomanjkanja osebnega prostora. V tem segmentu je tožena stranka presegla mejo dopustnega. Glavni očitek v zvezi s prestajanjem kazni v celicah št. 303 in 203 se nanaša na prostorske razmere, z dopolnilom, da je obstajala možnost premestitve v celico z manjšim številom sojetnikov, s čimer bi se izognili socialni izoliranosti in možnem psihičnem nasilju.
Sodišče je ugotovilo, da so v zgodnejši fazi obstajali načini nudenja pomoči, kar bi ublažilo pritožnikovo trpljenje. Sodišče je podalo očitek, da zaposleni neupravičeno niso bili sposobni rešiti očitnih komunikacijskih težav. Zaradi omenjenih razlogov je sodišče pritrdilo pritožniku, Valtersu Ābeleju, da mu je bil kršen 3. člen Konvencije.
Sodišče je odločilo, da zaradi pritrditve o kršitvi 3. člena Konvencije ni smotrno nadaljevati pritožbe zoper 13. člen Konvencije. Sodišče je na temelju 41. člena te iste Konvencije dosodilo, da se pritožniku, Valtersu Ābeleju, izplača nadomestilo za nematerialno škodo v višini 7.500 EUR.